# 全国麦茶工業協同組合
全国麦茶工業協同組合（ぜんこくむぎちゃこうぎょうきょうどうくみあい）は、日本の麦茶の生産を行う事業者を組合員とする事業協同組合。略称は全麦茶。

## 概要
- 所在地 - 〒101-0041東京都千代田区神田須田町1丁目12番9号（富士第一ビル6階）
- 組合員数 - 62社（2018年3月31日現在）
- 理事長 -　松尾久敏（株式会社　丸菱　会長）
- 沿革 - 食糧庁（現：農林水産省総合食料局）より、原料麦を買い受ける団体として1973年7月24日に認可を受け、同月31日に設立登記を行った。
- 活動内容 - 麦茶用玄麦の共同購買および共同購買に関する助成事業、麦茶の需要拡大策や調査研究に関する事業。近年では、中国より「コーヒー代用品」名目で輸入される「ティーバッグ入りの煎り大麦」に対する、日本産麦茶の対抗策などを講じている。1986年からは、大麦の収穫時期であり麦茶が飲み始められる時季であることから、毎年6月1日を「麦茶の日」と制定し、消費拡大を図っている。